# Міжнародний торфовий конгрес
Міжнародний торфовий конгрес (рос. Международный торфовый конгресс, англ. International Peat Congress, нім. Internationaler Kongress m für Torf) — проводяться з метою сприяння науково-технічному співробітництву в галузі освоєння торфових родовищ та комплексного використання торфу, а також охорони навколишнього середовища. Під час проведення міжнародного торфового конгресу організовуються міжнародні виставки торфових машин і обладнання, екскурсії для ознайомлення з промисловими підприємствами та науковими установами торфового профілю країни — організатора конгресу.
З 1968 року міжнародні торфові конгреси скликаються кожних чотири роки (табл.). Тематику, час і місце проведення наступного конгресу та ін. організаційні питання вирішує Виконавчий комітет Міжнародного торфового товариства (МТТ), вперше створений у 1968 р. на 3-му міжнародному торфовому конгресі в Квебеку (Канада). Статут МТТ затверджений також у 1968 р. міжнародною торфовою конференцією у Москві. Проведення, фінансування і публікація праць чергового міжнародного торфового конгресу покладається на національний торфовий комітет країни-організатора міжнародного торфового конгресу. До складу МТТ на правах постійних членів входять Національні торфові комітети країн: Австралії, Республіки Білорусь, Великої Британії, Греції, Данії, Естонії, Індонезії, Ірландії, Канади, Нідерландів, Німеччини, Норвегії, Польщі, Росії, Сполучених Штатів Америки, Угорщини, України, Фінляндії, Чехії. Український Національний торфовий комітет був прийнятий до складу МТТ у 2000 р. як 19-й постійний член. Дані про міжнародні торфові конгреси наведені в таблиці.
| Конгрес | Рік  | Місце проведення, країна-організатор | Кількість учасників | Кількість країн | Девіз конгресу                                                             |
| 1       | 1954 | Дублін, Ірландія                     | -                   | -               | Організаційний                                                             |
| 2       | 1963 | Ленінград, СРСР                      | 700                 | 26              | Міжнародний досвід використання торфу і торфових родовищ                   |
| 3       | 1968 | Квебек, Канада                       | 350                 | 15              | Нові напрямки у вивченні торфових родовищ                                  |
| 4       | 1972 | Гельсинки, Фінляндія                 | 370                 | 23              | Торф на службі людини і довкілля                                           |
| 5       | 1976 | Познань, Польща                      | 500                 | 25              | Роль торфу і торфових родовищ у захисті довкілля                           |
| 6       | 1980 | Дулут, США                           | 420                 | 22              | Роль торфових родовищ у світі обмежених ресурсів                           |
| 7       | 1984 | Дублін, Ірландія                     | 400                 | 39              | 30 років міжнар. співробітництва з вивчення торфу: підсумки та перспективи |
| 8       | 1988 | Ленінград, СРСР                      | 680                 | 27              | Не мав                                                                     |
| 9       | 1992 | Уппсала, Швеція                      | 348                 | 26              | Торф у природі та у промисловості: предмет балансу                         |
| 10      | 1996 | Бремен, Німеччина                    | 350                 | 39              | Використання торфових родовищ: минуле, сьогодення і майбутнє               |
| 11      | 2000 | Квебек, Канада                       | 430                 | 32              | Захист земель і торфових родовищ                                           |
| 12      | 2004 | Тампере, Фінляндія                   | 530                 | 34              | Розумне використання торфовищ                                              |

- 13-й Міжнародний торфовий конгрес відбувся 9 — 15 червня 2008 р. в Тулламоре, Ірландія. [1]
- 14-й Міжнародний торфовий конгрес відбувся 3-10 червня 2012 р. в Стокгольмі, Швеція.[2]
- 15-й Міжнародний торфовий конгрес відбудеться 15-19 серпня 2016 р. в Kuching, Малайзія.[3]

У МТТ функціонують 7 науково-технічних комісій: 1 — опис, стратиграфія, класифікація та збереження торфових родовищ; 2 — промислове використання торфу і торфових родовищ для енергетики, садівництва, захисту довкілля та інших цілей; 3 — використання торфу і торфових родовищ у сільському господарстві; 4 — фізичні, хімічні та біологічні характеристики торфу; 5 — використання вироблених торфових родовищ; 6 — торф у бальнеології, медицині і терапії; 7 — лісівництво на торфових родовищах. Науково-технічні комісії здійснюють свою роботу шляхом проведення симпозіумів за планом, що затверджується щорічними зборами МТТ. Україна представлена у науково-технічних комісіях МТТ чотирма членами.
У проміжках між конгресами діяльністю МТТ керують щорічні збори товариства (Annual Report), а в період між зборами — виконавчий комітет (Executive Board), до складу якого входять президент товариства, 2 — 3 віце-президенти і 4 — 5 членів.
Президенти МТТ: А. Сунгрен (1968–1970), Е. Ківінен (1970–1980); Л. Хейкурайнен (1980–1985), Ю. Пессі (1985–1992); Р.Петтерссон (1992–1996); Є.-Д. Бекер-Платен (1996–2000); Г. Худ (2000–2004), Маркку Мякела (з 2004 р.). Генеральним секретарем МТТ з 1991 по 2004 р. був Р.Сопо (Фінляндія), який зробив великий внесок у становлення творчих контактів між науковцями і спеціалістами торфової галузі України та Фінляндії, з 2004 р. — Яаакко Сіпола (Фінляндія).